# 니이야마 쇼치
니이야마 쇼치(일본어: 新井山 祥智, 1985년 4월 13일~)는 일본의 축구 선수이다.

## 구단 경력
그는 2008년 일본 지역 리그의 반라우레 하치노헤에 입단했다. 2014년부터 일본 풋볼 리그로 승격했다. 2018년 일본 풋볼 리그 3위를 기록하여 J3리그로 승격했다. 2024년까지 308경기에 출전하여, 43득점을 넣었다. 2024년후 현역 은퇴.